# Boarmia corticola
Boarmia corticola là một loài bướm đêm trong họ Geometridae.